# Henrique Casimiro
Henrique Madeira Casimiro, nasceu a 22 de abril de 1986 em Aarau na Suíça, e é um ex-ciclista profissional. 
Henrique Casimiro iniciou a sua carreira profissional em 2009 ao serviço do Clube de Ciclismo de Tavira, na atualidade com o nome de AP Hotels&Resorts/ Tavira/ Farense, uma das equipas mais históricas do panorama nacional. Ainda como sub-23, brilhou intensamente nesta formação, sendo um dos ciclistas da sua geração com mais vitórias a nível nacional nessa categoria. Desde cedo demonstrou o seu valor também em provas do pelotão profissional, alcançando resultados de grande destaque. Foi também nesta equipa, então orientada por Vidal Fitas, que disputou a sua primeira Volta a Portugal, em 2011, ano em que a formação algarvia conquistou a vitória final com Ricardo Mestre. Curiosamente, foi também nesse ano que Henrique Casimiro casou, sendo atualmente pai de dois filhos.
Ainda nos primeiros anos da sua carreira, destacou-se internacionalmente ao alcançar dois lugares dentro do top 15 na Volta à Bulgária, em 2009 e 2010, resultados de elevado mérito, especialmente numa altura em que a prova tinha uma dimensão superior à atual. Já em 2012, alcançou o 12.º lugar na classificação geral na Vuelta a Asturias, numa edição que contou com equipas WorldTour e ProTour, sendo o segundo melhor português em competição, o que consolidou o seu valor além-fronteiras.
Em 2016, ingressou na Efapel, atualmente designada Anicolor/Tien21, onde permaneceu até 2019. Durante esse período, somou quatro classificações consecutivas dentro do top 10 na Volta a Portugal, foi medalhado nos Campeonatos Nacionais e conquistou, em 2019, a primeira vitória da história da equipa no prestigiado Troféu Joaquim Agostinho, vencendo três classificações distintas. No ano anterior, 2018, já tinha brilhado ao vencer uma das etapas mais emblemáticas do ciclismo nacional, a mítica chegada ao Alto de Montejunto.
Ainda ao serviço da Efapel, Henrique Casimiro teve prestações notáveis em solo espanhol. Foi 12.º classificado na Vuelta a Madrid e alcançou o 2.º lugar na geral da Vuelta a Castilla y León, provas integradas no calendário internacional e com a presença de formações WorldTour e ProTour. Nesta última, foi mesmo o melhor português em competição, mostrando toda a sua consistência e qualidade em provas de elevado nível.
Em 2020, transferiu-se para a Kelly-Simoldes-UDO (nome atual:Gi Group Holding-Simoldes-UDO), uma equipa jovem e ambiciosa, onde foi apresentado como “reforço de peso”, assumindo as funções de líder e capitão. No entanto, a temporada ficou marcada pela pandemia de COVID-19, que afetou fortemente o calendário velocipédico nacional, limitando Henrique a apenas 18 dias de competição. Ainda assim, renovou contrato, afirmando que a época anterior tinha ficado “incompleta”. No ano seguinte, alcançou o primeiro top 10 da história da equipa de Oliveira de Azeméis na Volta a Portugal e venceu uma etapa no Grande Prémio Jornal de Notícias, naquela que foi também a primeira vitória da formação nesta prestigiada prova.
Após duas temporadas intensas e marcantes na Kelly-Simoldes-UDO, surgiu um novo desafio: integrar o projeto liderado por José Azevedo, um dos mais conceituados diretores desportivos portugueses a nível internacional, que fundou uma nova estrutura sob o patrocínio da EFAPEL. Embora já tivesse representado a antiga Efapel, tratava-se agora de uma equipa renovada, com outra direção, identidade e ambição: a Efapel Cycling
Henrique Casimiro voltou a destacar-se, tornando-se o primeiro ciclista da nova estrutura a subir ao pódio numa das maiores clássicas do país, a Clássica Aldeias do Xisto. Tal como acontecera na equipa anterior, foi também o primeiro a alcançar o top 10 na Volta a Portugal com a Efapel Cycling. Em 2023, protagonizou uma das suas mais memoráveis exibições, chegando ao último dia da Volta em segundo lugar da geral.
A Volta a Portugal de 2024 marcou o encerramento da sua carreira. A despedida foi comovente e deixou o país emocionado. Na mítica ascensão à Senhora da Graça, Henrique acenou ao público que o aplaudia calorosamente, num momento transmitido em direto e que ficará gravado na história do ciclismo nacional. Em Viseu, no derradeiro dia, voltou a acenar nos metros finais, num gesto que simbolizou uma carreira repleta de entrega, humildade e espírito de sacrifício. Subiu ao pódio final para receber o Prémio Espírito e Sacrifício, galardão que nem sempre é atribuído, sendo reservado a figuras de exceção.
Ao longo da sua carreira, Henrique Casimiro destacou-se pela sua enorme consistência, mas também pelo reconhecimento objetivo do seu valor competitivo. No ranking UCI de atletas portugueses, a nível nacional, alcançou diversas classificações entre os melhores, como o 2.º lugar em 2017 e o 3.º lugar  em 2018. A nível europeu e mundial, manteve-se também entre os melhores ciclistas portugueses, figurando no 8.º lugar em 2017 e 9.º em 2018, por exemplo.
Henrique Casimiro será eternamente recordado como uma das grandes referências do ciclismo português. Um dos corredores mais respeitados e acarinhados no pelotão nacional, cuja carreira, longa e repleta de feitos, terminou de forma digna, com o reconhecimento que só os grandes merecem.

## Palmarés
- 2002
  - Vencedor do Campeonato Regional de la Región Sur, Cadetes
  - 4º no Prémio de Ciclismo Manuel Mimoso, Cadetes
  - 2º no Prémio da Boavista, Cadetes
  - 2º no Prémio Juvenil de Rio de Mouro, Cadetes
- 2004
  - Vencedor do Circuito de Alfafar, Juniores
- 2007
  - 5.º na geral na Volta a Portugal do Futuro:
  - Classificação dos pontos e classificação da montanha
  - Vencedor da quinta etapa
  - 7.º no Circuito de Alpendre
  - 6.º na geral Volta a Ourique
- 2008
  - Vencedor do GP Mortágua
  - Vencedor do Troféu Ribeiro da Silva
  - 2.º na geral no Troféu RTP
  - 5.º no Campeonato de Portugal de Estrada sub23
  - 8.º na geral na Volta a Portugal do Futuro
- 2009
  - 2.º no Memorial Bruno Neves
  - 15.º na geral no Tour of Bulgaria
  - 8.º na Clássica do Quadiana
- 2010
  - 15.º na geral no Tour of Bulgaria
- 2011
  - 9.º na geral no Grande Prémio Abimota
  - 5.º na geral na Volta às Terras de Santa Maria
- 2012
  - 10.º na geral na Taça de Portugal
  - 12.º na geral na Vuelta a Asturias
  - 10.º na Clássica Restaurante Alpendre
  - 6.º no Memorial Bruno Neves
- 2013
  - 4.º na Prova de Abertura
  - 3.º na geral no Troféu Joaquim Agostinho
- 2014
  - 8.º no Campeonato Nacional de Contrarrelógio
  - 4.º no Memorial Bruno Neves
- 2016
  - 8.º na geral no GP Beiras e Serra da Estrela
  - 5.º na geral no Grande Prémio Jornal de Notícias
  - 7.º na geral no Troféu Joaquim Agostinho
  - 4.º na geral na Volta a Portugal
- 2017
  - 2.º na geral na Vuelta a Castilla y León
  - 9.º na geral no Grande Prémio Jornal de Notícias
  - 10º. na geral no GP Beiras e Serra da Estrela
  - 5.º na geral na Volta a Portugal
- 2018
  - 2.º na geral no Troféu Joaquim Agostinho:
  - Vencedor da quarta etapa e classificação dos pontos
  - 4.º na geral no GP Beiras e Serra da Estrela
  - 10.° na geral no Grande Prémio Jornal de Notícias
  - 3.° no Campeonato Nacional de Estrada
  - 5.º na geral na Volta a Portugal
  - 12.º na geral na Vuelta a Madrid
  - 5.º no GP Mortágua
  - 6.º no Circuito da Póvoa da Galega
- 2019
  - Vencedor da geral do Troféu Joaquim Agostinho:
  - Classificação dos pontos e classificação da montanha
  - 3.º na Clássica Aldeias do Xisto
  - 5.º na geral no Troféu O Jogo
  - 3.º no GP Anicolor
  - 6.º na geral na Taça de Portugal
  - 9.º na geral no GP Beiras e Serra da Estrela:
  - Classificação da montanha
  - 8.º na geral na Volta a Portugal
  - Volta a Albergaria: Camisola da Montanha
- 2020 (ano difícil no ciclismo português-Covid19)
  - 7.º no Campeonato Nacional de Estrada
- 2021
  -  4.º na geral no GP O Jogo 
  - 9.º na Volta a Albergaria
  - 8.º na geral no GP o Douro Internacional
  - 8.º na geral na Volta a Portugal
  - 7.º na geral no Grande Prémio Jornal de Notícias:
  - Vencedor da segunda etapa
- 2022
  - Clássica da Arrábida: Camisola da Montanha
  - 3º na Clássica Aldeias do Xisto
  - 4º na geral no GP o Jogo
  - Grande Prémio Jornal de Notícias: Camisola da montanha
- 2023
  - 4º na geral no GP o Jogo
  - 4° na geral no GP Beiras e Serra da Estrela
  - 7° na geral no Grande Prémio Abimota
  - 6.° na geral na Volta a Portugal
  - 3.° na geral no Grande Prémio Jornal de Notícias
- 2024
  - Volta a Portugal: Prémio Espírito e Sacrifício

## Classificações mundiais
| Ano             | 2010  | 2011  | 2012  | 2013  | 2014  | 2015  | 2016  | 2017  | 2018  |
| UCI Europe Tour | 1 053 | 1 126 | 1 124 | 583.º | 1 383 | 1 108 | 539.º | 365.º | 224.º |

Ranking UCI Atletas Portugueses a nível nacional (melhores classificações):
- 2016 - 6º melhor ciclista no pelotão nacional
- 2017 - 2º melhor ciclista no pelotão nacional
- 2018 - 3º melhor ciclista no pelotão nacional
- 2019 - 5º melhor ciclista no pelotão nacional
- 2023 - 5º melhor ciclista no pelotão nacional

Ranking UCI Atletas Portugueses a nível europeu/mundial (melhores classificações):
- 2016 - 17º melhor ciclista português
- 2017 - 8º melhor ciclista português
- 2018 - 9º melhor ciclista português
- 2019 - 14º melhor ciclista português
- 2023 - 15º melhor ciclista português